# منوچهر فیلی
منوچهر فیلی دومین رئیس سازمان حفاظت محیط زیست ایران و آخرین رئیس این سازمان در دوران پهلوی است. در روزهای پایانی فعالیت فیلی در سازمان حفاظت محیط زیست انقلاب اسلامی به وقوع پیوست و پس از وقفه‌ای کوتاه عباس سمیعی ریاست سازمان حفاظت محیط زیست را بر عهده گرفت.